# Argyrosaurus
Argyrosaurus (que em grego significa: "lagarto prata") é um género de dinossauro herbívoro titanossaurídeo que viveu há cerca de 90 milhões de anos, durante o Cretáceo, no que é hoje a América do Sul (Argentina e Uruguai). Foi um dos maiores dinossauros, com uma altura aproximada de 8 metros, um comprimento de 20 a 30 metros e um peso de até 80 toneladas.
A espécie-tipo, A. superbus, descoberta na Argentina, foi descrita formalmente por Richard Lydekker em 1893, mas é baseada unicamente em um enorme membro anterior.